# Marin Poirier
Pour les articles homonymes, voir Poirier (homonymie).
Marin Poirier, né le 9 avril 1903 à Fougères (Ille-et-Vilaine) et mort le 30 août 1941 à Nantes (Loire-Inférieure), est un cheminot français, militant socialiste, résistant, fusillé par les nazis.

## Biographie

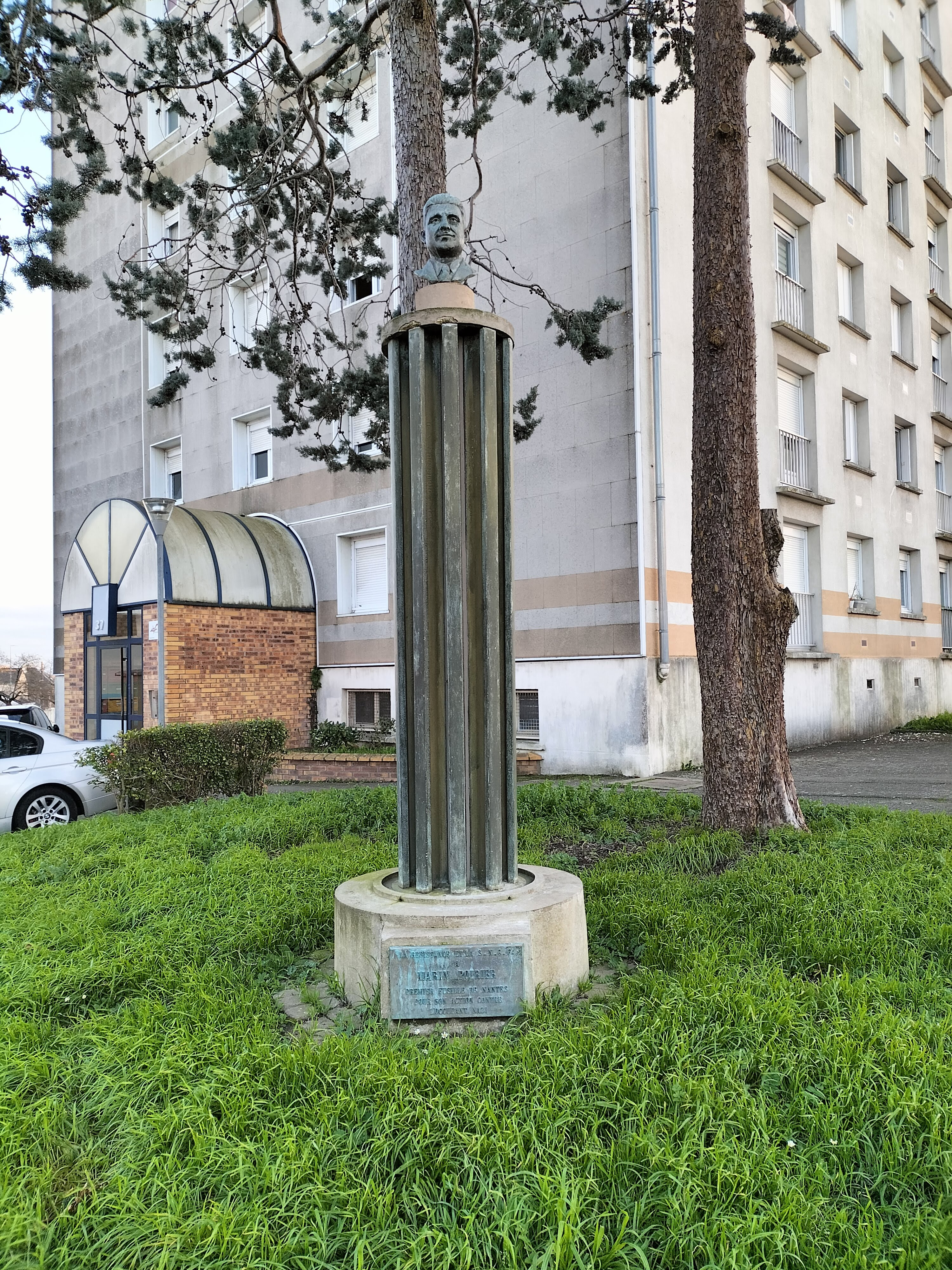
Buste de Marin Poirier, à Nantes

Cheminot à Nantes et militant de la Section française de l'Internationale ouvrière (SFIO), Marin Poirier participe à la Résistance à partir de l’été 1940. Il prend part à l’évasion de prisonniers de guerre, aux côtés de l’adjoint au maire socialiste de Nantes Alexandre Fourny. Le 26 décembre 1940, il fait partie d’un groupe de résistants qui attaquent des soldats allemands avec des grenades incendiaires. 
Arrêté le 15 janvier 1941 par la police nazie, il est condamné en juillet 1941 à quatre ans et demi de forteresse, puis en août 1941 à la peine de mort. 
Marin Poirier est fusillé le 30 août 1941 au champ de tir du Bêle. Il est le premier résistant de Nantes exécuté. L’occupant nazi diffuse ensuite une affiche annonçant sa mort, en allemand et en français.